# Hack (cheval)
Pour les articles homonymes, voir Hack (homonymie).

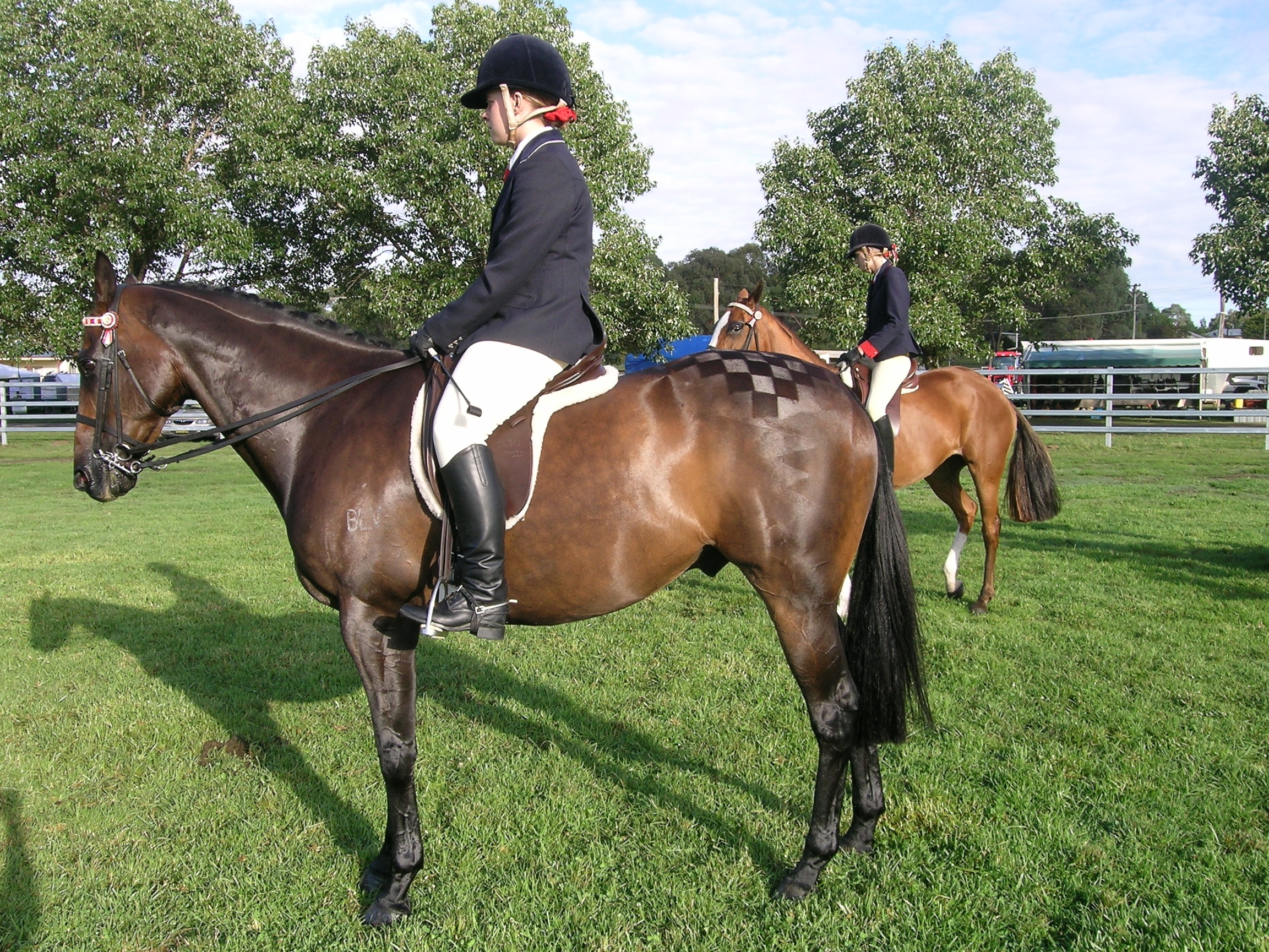
Hacks à un concours hippique.

La notion de hack dans l'activité équestre fait généralement référence à l'un des deux concepts suivants : en tant que verbe, il décrit l'équitation de loisir pour un exercice léger, et en tant que race (Hackney/hack), c'est un type de cheval utilisé pour la monte et pour tracter des attelages légers. Le terme est parfois utilisé pour décrire certains types de classes d'exposition ou de concours hippiques dans lesquels la qualité et les bonnes manières du cheval sont particulièrement importantes.

## Étymologie
On pense que ce mot est originaire de Hackney, Middlesex (maintenant absorbé par Londres), une région où les chevaux étaient en pâturage. Historiquement, le terme remonte à une époque où les chevaux de calèche étaient utilisés pour l'équitation. Ces animaux étaient appelés "hacks" comme une contraction de "hackney". Le mot était à l'origine utilisé pour décrire un cheval d'équitation ordinaire, en particulier un à louer. Le terme a également donné un nom à une race de chevaux spécifique développée en Angleterre, connue sous le nom de Hackney, un cheval d'équitation vif qui se distingue par sa capacité à trotter et est utilisé à la fois pour l'équitation et l'attelage. Le terme suggère un animal de bonne disposition et de manière calme, particulièrement adapté à un cavalier inexpérimenté ou purement récréatif[réf. nécessaire].

## Utilisations
La forme verbale « to hack » ou « hacking » est associée à l'équitation anglaise, et utilisée plus souvent dans l'est du Canada et l'est des États-Unis ainsi que dans l'ouest de l'Amérique du Nord, où le terme trail riding est plus répandu[réf. nécessaire]. Dans certains endroits, des hacks sont organisés, pendant lesquels un groupe de cavaliers sort pour une courte balade relativement facile, soit sur leurs propres chevaux, soit sur des animaux loués. Ces manèges sont souvent adaptés aux cavaliers inexpérimentés. De nombreux chevaux sans papiers conviennent à l'équitation de loisir en tant que hacks, et il existe également un marché pour les chevaux enregistrés à utiliser pour le hack. Certains chevaux d'exposition qui ont été retirés de la compétition conviennent également comme hacks, car le travail n'est généralement pas trop difficile physiquement pour un cheval plus âgé ou qui a des problèmes de santé mineurs[réf. nécessaire]
Une « hack class » fait généralement référence à une compétition de concours hippiques pour chevaux de type hack où ils sont évalués sur leur capacité à fournir une promenade confortable à une personne qui monte toute la journée. En Australie, le terme « hack » peut être utilisé comme synonyme de « show » en référence à l'acte de présenter ou d'exposer un cheval. Au Royaume-Uni, au Canada et en Australie, les classes de show hack sont généralement divisées en différentes sections en fonction de la taille du cheval ou du type de cavalier qui expose le cheval. Des cours peuvent également être programmés pour les hacks en amazone, éduqués ou de loisir.
Aux États-Unis, les chevaux concourent dans diverses classes de hack. Par exemple, show hack décrit soit les chevaux, soit un type de classe de concours hippique où les chevaux sont présentés sur le plat dans un équipement d'équitation anglais et jugés sur les manières, la qualité, la conformation et les allures. Les classes ouvertes "show hack" peuvent également être divisées selon la taille du cheval et s'il est monté à califourchon ou en amazone. Hunter hack est une classe dans laquelle les chevaux sont présentés sur le plat mais aussi invités à sauter un petit nombre d'obstacles, généralement deux. Une bridle path hack est une classe d'équitation de loisir à l'anglaise de type hunter, où le saut n'est pas nécessaire.